# 千方神社 (加須市中央)
千方神社（ちかたじんじゃ）は、埼玉県加須市中央2丁目5番27号（加須地域・加須地区）に所在する神社である。

## 概要
千方神社はかつて千方社と称され埼玉郡加須町（明治合併以後は大字加須）の村社であった。境内地面積は446坪を有している。1872年（明治5年）に村社となり、1913年（大正2年）5月2日に社名を千方社より千方神社へと改めている。また社殿の改築許可が1913年（大正2年）10月9日に下り、1918年（大正7年）11月29日には竣工による遷宮式がとり行われた。その後、神社は1931年（昭和6年）9月16日に神饌幣帛料供進神社の指定を受けている。1874年（明治7年）に稲荷社・浅間神社・諏訪社・八坂神社（旧称：牛頭天王社）が合祀されている。
境内社として稲荷社・浅間神社・八坂神社・恵比寿神社（恵比壽大黒神社）が所在しており、祭日として稲荷社は3月初午日の稲荷神社初午祭、浅間神社は7月1日の浅間神社初山祭、八坂神社は7月中旬の八坂神社祭、恵比寿神社は11月20日の恵比壽大黒神社祭となっている。
境内施設として本殿、拝殿、社務所、鳥居（複数所在、「千方神社」の神額や「浅間神社」の神額のあるものもあり）、手水舎、山車庫（山車奉納庫）、灯籠、狛犬、あずまや、神橋、水道、旗竿、芭蕉の句碑、石敢當、焼却場（お焚き上げ場、お札奉納）。また、神社内に所在している石敢當は1956年（昭和31年）9月24日に加須市指定有形文化財となっている。

## 石敢當
石敢當（せきかんとう）は文化年間に市場の神様として加須の五・十市の世話人らにより信仰されていたと伝承されている。石敢當の信仰は九州地方では多く見受けられているが、関東地方においては極めて稀である。この石敢當は1954年（昭和29年）10月に中央2丁目の塩田鉄工所の裏に所在していたものが遷座されたものである。石敢當の石碑の筆跡は亀田鵬斎により記されたものである。

## 周辺
- 東武伊勢崎線加須駅
- 加須市商工会館
- 市民プラザかぞ（加須市立加須図書館）

## アクセス
- 加須駅北口より東北東へ徒歩にて約2分（道程約100m）[3]。